# یوهان دایزنهوفر
یوهان دشنهافر (به آلمانی: Johann Deisenhofer) (متولد ۳۰ سپتامبر ۱۹۴۳)، بیوشیمیست آلمانی بود که
«برای تعیین ساختار سه بعدی یک مرکز واکنش فوتوسنتزی»
به همراه هارتموت می‌شاییل و رابرت هابر موفق به دریافت جایزه نوبل شیمی شد.